# Eunice Jepkorir
Eunice Jepkorir Kertich (Eldama Ravine, 17 februari 1982) is een Keniaanse langeafstandsloopster. Ze nam eenmaal deel aan de Olympische Spelen en won bij die gelegenheid een zilveren medaille.

## Biografie
Jepkorir komt uit Eldama Ravine. Haar ouders zijn boer. Ze heeft vier broers en vier zusters. Ze begon op de high school op vijftienjarige leeftijd het hardlopen serieus te trainen. Sinds 2003 deed ze verschillende wegwedstrijden in Duitsland. In 2004 werd Jepkorir zevende op de wereldkampioenschappen veldlopen en met het Keniaanse team werd ze tweede in de teamwedstrijd. Op het WK 20 km (weg) werd ze veertiende en hielp hiermee Kenia aan de gouden plak.
Op 15 juni 2007 verbeterde Eunice Jepkorir het Keniaanse record op de 3000 m steeple tot 9.19,44. Slechts twee weken later, op 2 juli 2007, deed ze het in Athene met 9.14,52 alweer bijna vijf seconden sneller. Dit was een Afrikaans en Gemenebestrecord. Het vorige Afrikaanse record van 9.15,04 was in handen van Docus Inzikuru uit Oeganda. Op de wereldkampioenschappen in Osaka won Jepkorir op de 3000 m steeple een bronzen medaille.
In 2008 liet ze al vroeg in het seizoen zien, wat haar ambities waren in dit olympische jaar. In het Spaanse Huerta snelde Jepkorir op 13 juni tijdens de Gran Premio Iberoamericano naar 9.11,18, alweer aanzienlijk sneller dan haar het jaar ervoor gevestigde Afrikaanse record. Het was bovendien op dat moment de snelste tijd van het jaar. Op de Olympische Spelen in Peking moest zij op de 3000 m steeple echter haar meerdere erkennen in de ontketende Russische Goelnara Samitova-Galkina, die ver aan kop naar de gouden medaille en een wereldrecord snelde in 8.58,81. De Russin doorbrak hiermee als eerste vrouw ter wereld de negen-minutenbarrière. Jepkorir was 'best of the rest' en hield er, naast een zilveren plak, met haar tijd van 9.07,41 tevens een verbetering van haar eigen Afrikaanse record aan over.
Daarna was het beste er bij Jepkorir vanaf. In 2009 wist ze zich niet te kwalificeren voor de WK in Berlijn. Pas in 2011 deed zij vervolgens weer van zich spreken door een tweede plaats achter Nuria Fernández in de cross van San Sebastián in januari. Op de baan liet ze zich dat jaar slechts eenmaal zien, bij een wedstrijd in Cáceres in juni, die zij won. En in 2012 presteerde zij niet goed tijdens de olympische selectiewedstrijden in Kenia; ze finishte in 10.13,28 en miste zo haar kwalificatie voor de Olympische Spelen in Londen.
Eunice Jepkorir is getrouwd met internationaal atleet Kiprono Menjo.

## Persoonlijke records
Baan
| Onderdeel      | Prestatie | Datum             | Plaats  | Extra |
| -------------- | --------- | ----------------- | ------- | ----- |
| 5000 m         | 15.09,05  | 12 september 2004 | Berlijn |       |
| 10.000 m       | 32.58,0   | 11 juli 2003      | Nairobi |       |
| 2000 m steeple | 6.25,2    | 24 mei 2003       | Nairobi |       |
| 3000 m steeple | 9.07,41   | 17 augustus 2008  | Peking  | ex-AR |

Weg
| Onderdeel | Prestatie | Datum          | Plaats   | Extra |
| --------- | --------- | -------------- | -------- | ----- |
| 10 km     | 31.38     | 25 april 2004  | Würzburg |       |
| 15 km     | 49.11     | 8 oktober 2006 | Debrecen |       |
| 20 km     | 1:06.47   | 8 oktober 2006 | Debrecen |       |

## Palmares

### 10 km
- 2005:  Parelloop - 32.19

### 10 Eng. mijl
- 2004:  Dam tot Damloop - 53.09
- 2006: 6e Dam tot Damloop - 55.02

### 20 km
- 2006: 14e WK in Debrecen - 1:06.47

### 3000 m steeple
Kampioenschappen
- 2007:  WK - 9.20,09
- 2007:  Wereldatletiekfinale - 9.35,03
- 2008:  OS - 9:07,41 (AR)
- 2008:  Wereldatletiekfinale - 9.24,03

Golden League-podiumplaatsen
- 2007:  Bislett Games - 9.19,44

### veldlopen
- 2004: 7e WK - 27.59